# 孫維 (政治人物)
孫維（?—?），字子四，號靈峰，贵州威寧人，清政治人物，同進士出身。
乾隆二年（1737年）清高宗登極丁巳恩科進士，三甲一百七十六名，选翰林院庶吉士，散館改主事，官至吏部考功司員外郎。